# Fantcha
Fantcha , nascida Francelina Durão Almeida (Mindelo, 1965), é uma cantora cabo-verdiana de mornas e coladeiras. O início da sua carreira teve o apoio de Cesária Évora. Em 1988, após acompanhar Cesária Évora numa turnê pelos EUA, Fantcha decidiu mudar-se para Nova Iorque. Antes cantou em diversos eventos culturais na sua ilha natal, foi membro do grupo musical Progresso com Jorge Humberto e do Grito do Mindelo com Tei Santos Dudú Araújo, Bau e Nhone Lima. Seu primeiro trabalho discográfico denominado Boa Viagem, com orquestração de Luís Morais, foi um sucesso e o trampolim para ser conhecida em outras paragens.

## Discografia
- Boa Viagem (1988)
- Criolinha (Lusafrica, 1998)
- Viva Mindelo (Lusafrica, 2001)
- Amor Mar e Musica (RB Records, 2009)
- Nôs Caminhada (RAJ'D, 2016)